# De Beers
De Beers este una dintre cele mai mari companii de minerit și extracție a diamantelor din lume.  Fondată în aprilie 1888 de Cecil Rhodes, sub numele de De Beers Mining Company, în timpul Goanei sud-africane după diamante,, astăzi compania controlează 40 % din piața mondială a diamantelor brute, precum și importante procente din piața mondială a diferite metale.
De Beers, precum și numeroase alte companii aparținând entității Familia de companii De Berrs (conform originalului, De Beers Family of Companies) sunt angrenate în explorarea de extracția, producerea și comercializarea de diamante.
De Beers este practic activă în fiecare din tehnicile practicate ale mineritului industrial la diamantelor, mine de suprafață și adâncime, extracție aluvionară, extracție de coastă și de mare adâncime.  Operațiile de extracție se desfășoară în mai multe țări Botswana, Namibia, Africa de Sud, Tanzania și Canada. 